# 内外日東
内外日東株式会社（ないがいにっとう）は、東京都品川区に本社のある倉庫会社。主に国際物流を取り扱う。

## 主要拠点
- 東京支店・大井物流センター - 東京都大田区東海四丁目5番2号
- 横浜支店・大黒物流センター - 横浜市鶴見区大黒埠頭15番地
- 子安物流加工センター - 横浜市神奈川区守屋町1丁目1番地8

他、アメリカ・イギリス・シンガポール・マレーシア・タイ・中国・インドネシア・フィリピンに現地法人、ネパール・ベトナムに駐在員事務所を設置。

## 沿革
- 1950年7月 - 東京都港区にて、内外通運株式会社設立
- 1968年11月 - 横浜子安倉庫（現・子安物流加工センター）開設
- 1970年4月 - 日東運輸株式会社と合併、内外日東株式会社に社名変更
- 1987年4月 - 大井物流センター開設
- 1991年1月 - 大黒物流センター開設